# Jealousy's Trail
Jealousy's Trail è un cortometraggio muto del 1913. Il nome del regista non viene riportato nei credit del film che venne prodotto dalla Flying A (American Film Manufacturing Company).

## Produzione
Il film fu prodotto dall'American Film Manufacturing Company come Flying A.

## Distribuzione
Distribuito dalla Mutual Film, il film - un cortometraggio in una bobina - uscì nelle sale cinematografiche USA il 21 luglio 1913.